# 袁汉坤
袁汉坤（1942年9月—），湖南人，中国共产党党员，中华人民共和国官员。曾出任长沙市人民政府市长。1995年2月增选为第八届全国人民代表大会代表。

## 生平
1942年9月，袁汉坤出生在湖南省。1964年8月，袁汉坤参加工作，1965年8月，袁汉坤加入中国共产党。袁汉坤早年曾出任长沙县社教工作队副组长、公社副书记、书记等。1977年9月，袁汉坤升任中共长沙县委副书记。1982年6月，袁汉坤出任长沙县县长、县委书记，1987年12月退任。1988年1月，袁汉坤出任长沙市副市长。1992年12月，袁汉坤出任中共长沙市委副书记。1994年9月，袁汉坤出任长沙市市长，1998年1月退任。之后，袁汉坤出任湖南省人民政府财贸办公室党组书记、主任。现在已经退休。